# Made in EU
Made in EU (o in italiano Prodotto nell'UE, anche Made in the EU e Made in Europe) è la designazione di origine stabilita dalla Commissione europea dal 2003.
Made in the EU non è obbligatorio come marchio al posto di quello di origine di ogni nazione europea, l'intenzione è quella di una graduale sostituzione nel tempo.

## Marchio CE
Un prodotto fabbricato o commercializzato nella Unione europea deve avere il marchio CE, un prodotto a marchio "Made in EU" o "Prodotto nell'UE" automaticamente deve avere i requisiti del marchio CE.